# EFAF Cup 2012
Navigation
Édition précédente Édition suivante
L'EFAF Cup 2012 est la 11e édition de l'EFAF Cup.

## Clubs participants
| Club                  | Pays      | Saison 2011                                                                                       |
| --------------------- | --------- | ------------------------------------------------------------------------------------------------- |
| Alphen Eagles         | Pays-Bas  | Finaliste du championnat des Pays-Bas                                                             |
| Bâle Gladiators       | Suisse    | Finaliste du championnat de Suisse                                                                |
| Black Hawks de Prague | Tchéquie  | Champion de République Tchèque Poule EFAF Cup                                                     |
| Braunschweig Lions    | Allemagne | 6e de la poule Nord du championnat d'Allemagne                                                    |
| Centaures de Grenoble | France    | Finaliste du championnat de France                                                                |
| Cineplexx Blue Devils | Autriche  | Demi-finaliste du championnat de Suisse 2e du championnat de division 3 d'Autriche Poule EFAF Cup |
| Firebats de Valence   | Espagne   | Demi-finaliste du championnat d'Espagne Poule EFAF Cup                                            |
| Giants de Wrocław     | Pologne   | Finaliste championnat de Pologne                                                                  |
| Seamen de Milan       | Italie    | 7e du championnat d'Italie                                                                        |
| Søllerød Gold Diggers | Danemark  | Finaliste championnat du Danemark Demi-finaliste EFAF Cup                                         |
| Spartiates d'Amiens   | France    | Demi-finaliste du championnat de France Quart de finaliste EFL                                    |
| Triangle Razorbacks   | Danemark  | Champion du Danemark                                                                              |

## Calendrier / Résultats
| Qualifié pour les demi-finales |

### Groupe A
| Groupe A              |       |      |      |      |     |          |            |       |
| Club                  | Jour. | Vic. | Nuls | Déf. | Pts | Pts pour | Pts contre | Diff. |
| Centaures de Grenoble | 2     | 2    | 0    | 0    | 6   | 47       | 15         | +32   |
| Firebats de Valence   | 2     | 1    | 0    | 1    | 3   | 104      | 30         | +74   |
| Cineplexx Blue Devils | 2     | 0    | 0    | 2    | 0   | 15       | 121        | -106  |

- 7 avril 2012 :

Centaures 30 - 0 Firebats
- 22 avril 2012 :

Blue Devils 15 - 17 Centaures
- 5 mai 2012 :

Firebats 104 - 0 Blue Devils

### Groupe B
| Groupe B            |       |      |      |      |     |          |            |       |
| Club                | Jour. | Vic. | Nuls | Déf. | Pts | Pts pour | Pts contre | Diff. |
| Spartiates d'Amiens | 2     | 2    | 0    | 0    | 6   | 59       | 20         | +39   |
| Bâle Gladiators     | 2     | 1    | 0    | 1    | 3   | 43       | 48         | -5    |
| Alphen Eagles       | 2     | 0    | 0    | 2    | 0   | 28       | 62         | -34   |

- 21 avril 2012 :

Eagles 14 - 25 Spartiates
- 5 mai 2012 :

Spartiates 34 - 6 Gladiators
- 28 mai 2012 :

Gladiators 37 - 14 Eagles

### Groupe C
| Groupe C              |       |      |      |      |     |          |            |       |
| Club                  | Jour. | Vic. | Nuls | Déf. | Pts | Pts pour | Pts contre | Diff. |
| Søllerød Gold Diggers | 2     | 2    | 0    | 0    | 6   | 101      | 20         | +81   |
| Black Hawks de Prague | 2     | 1    | 0    | 1    | 3   | 50       | 43         | +7    |
| Giants Wrocław        | 2     | 0    | 0    | 2    | 0   | 7        | 95         | -88   |

- 7 avril 2012 :

Black Hawks 13 - 43 Gold Diggers
- 22 avril 2012 :

Gold Diggers 58 - 7 Giants
- 5 mai 2012 :

Giants 0 - 37 Black Hawks

### Groupe D
| Groupe D            |       |      |      |      |     |          |            |       |
| Club                | Jour. | Vic. | Nuls | Déf. | Pts | Pts pour | Pts contre | Diff. |
| Triangle Razorbacks | 2     | 2    | 0    | 0    | 6   | 83       | 36         | +47   |
| Braunschweig Lions  | 2     | 1    | 0    | 1    | 3   | 80       | 26         | +54   |
| Milan Seamen        | 2     | 0    | 0    | 2    | 0   | 12       | 113        | -101  |

- 7 avril 2012 :

Seamen 0 - 56 Lions
- 28 avril 2012 :

Lions 24 - 26 Razorbacks
- 5 mai 2012 :

Razorbacks 57 - 12 Seamen

### Demi-finales
- 16 juin 2012 :

Razorbacks 36 - 20 Centaures
Gold Diggers 42 - 41 Spartiates

### Finale
- 14 juillet 2012 à Vejle au Vejle Stadion devant 1300 spectateurs[1] :

Razorbacks 21 - 31 Gold Diggers